# Pinus taeda
Pinus taeda, el pino taeda, es una especie arbórea de la familia de las pináceas, género Pinus, originaria del sudeste estadounidense. Este es un árbol grande que alcanza entre 25 y 36 metros de altura y entre 60 y 90 centímetros de diámetro. Generalmente tiene una copa densa y un tronco recto,es un árbol de hoja perenne con agujas de la familia de los pinos (Pinaceae).

## Descripción
Son árboles de hasta 46 m; tronco de hasta 160 cm de diámetro, generalmente recto, sin brotes adventicios; copa ampliamente cónica a redondeada. Corteza de color marrón rojizo, formando placas escamosas cuadradas o irregularmente rectangulares, sin bolsas de resina. Ramas extendidas-ascendentes; ramitas moderadamente delgado (hasta aproximadamente 1 cm de espesor), de color anaranjado a amarillo-marrón, envejecido de color marrón más oscuro, áspero,la corteza es oscura y escamosa cuando es joven y se arruga con la edad. Por lo general, tiene un tinte de gris a marrón rojizo con escamas laminadas que exponen las capas internas marrones. Es el más alto de los pinos del sur. Sus agujas se reúnen de a tres, a veces retorcidos, de 12-22 cm de longitud, una longitud intermedia para pinos del sur,  y más corta que aquellas de los Pinus palustris o Pinus elliottii,  pero más largas que las de Pinus echinata y Pinus glabra.  Los conos son verdes, y maduran a pardo pálido, de 7-13 cm de largo, 2-3 cm de ancho cuando cerrados, abiertos 4-6 cm de ancho, cada escama con una espina roma de 3-6 mm.
Prefiere suelos húmedos y ácidos con mal drenaje, pero tolera suelos alcalinos. Se desempeña mejor en climas con veranos calurosos y húmedos e inviernos suaves. A veces crece en rodales puros y comúnmente se propaga a campos viejos mediante autosiembra. Es ligeramente piramidal en la juventud y desarrolla una densa copa ovalada en la madurez a medida que pierde sus ramas inferiores. A medida que el árbol envejece, la corteza se espesa formando placas irregulares y escamosas que revelan un color chocolate oscuro cuando se retiran. En primavera, los conos masculinos de color rojo a amarillo y los conos femeninos de amarillo a morado maduran en racimos. El tronco recto puede crecer hasta 3 pies de diámetro, lo que lo convierte en un árbol maderable importante cuya madera se utiliza para pulpa de papel, madera contrachapada y construcción en general.
Tienen tendencia útil a autopodarse por desrame, de manera que queda el tronco despejado y largo, produciendo madera blanda, beige cremosa, resinosa, con aplicaciones similares a las del pino rígido, pero de una cantidad menor. 

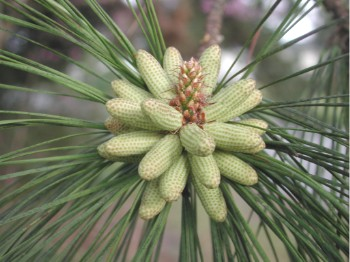
Conos de polen.

Los conos, a menudo emparejados, miden de tres a seis pulgadas de largo, son de color rojo/marrón y tienen espinas muy afiladas. Persisten en el árbol durante varios años y maduran en otoño, el pino taeda debe cultivarse a pleno sol en suelos ácidos y bien drenados también es tolerante a la sequía una vez establecido, crean una sombra clara que permite que el césped y otras plantas crezcan fácilmente debajo del dosel. La gente suele quejarse de las agujas que caen.
El pino taeda más alto conocido actualmente mide 51,4 m de altura, y el más grande, que mide 42 metros cúbicos de volumen, se encuentran en el Parque Nacional Congaree.

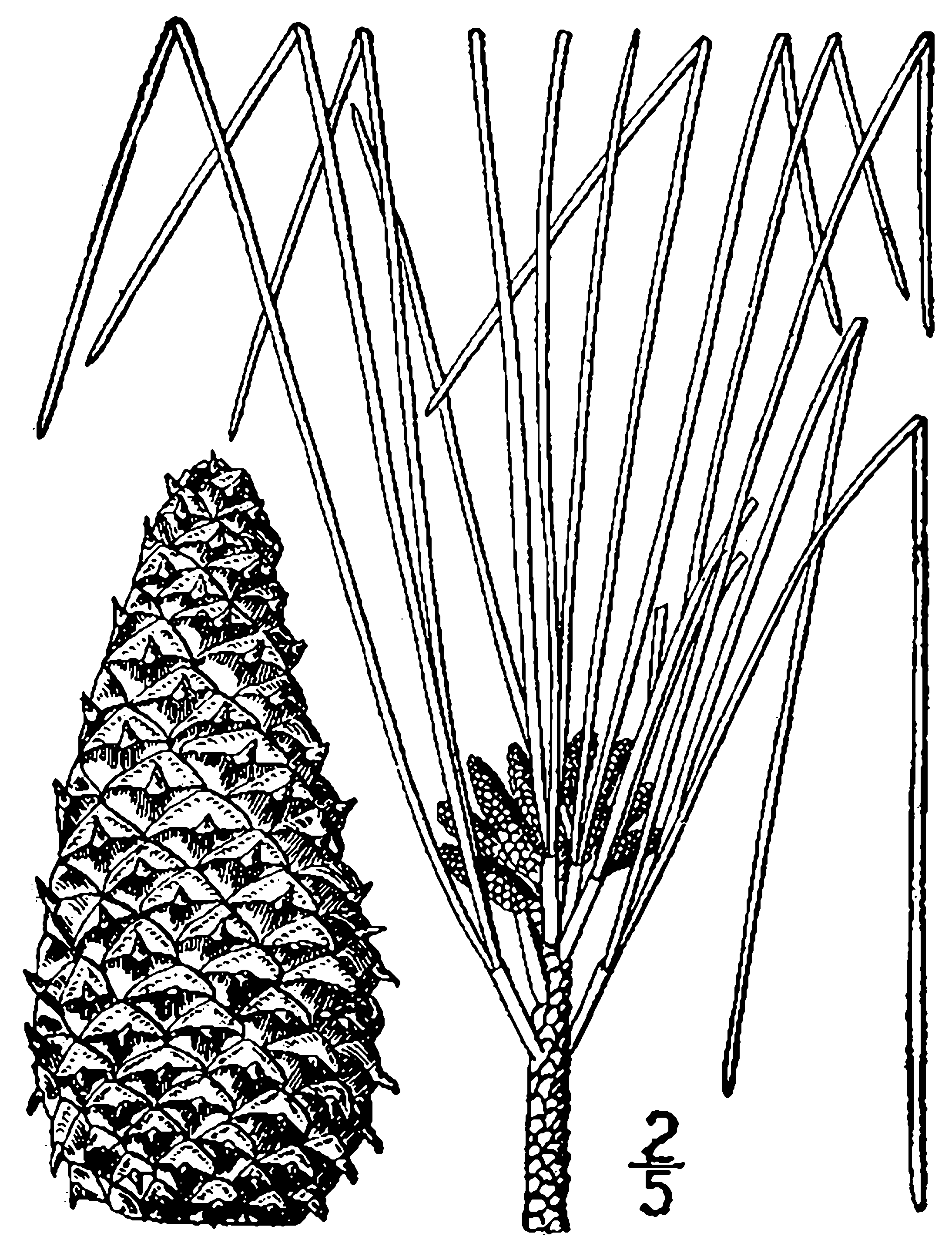
Dibujo de Pinus taeda.

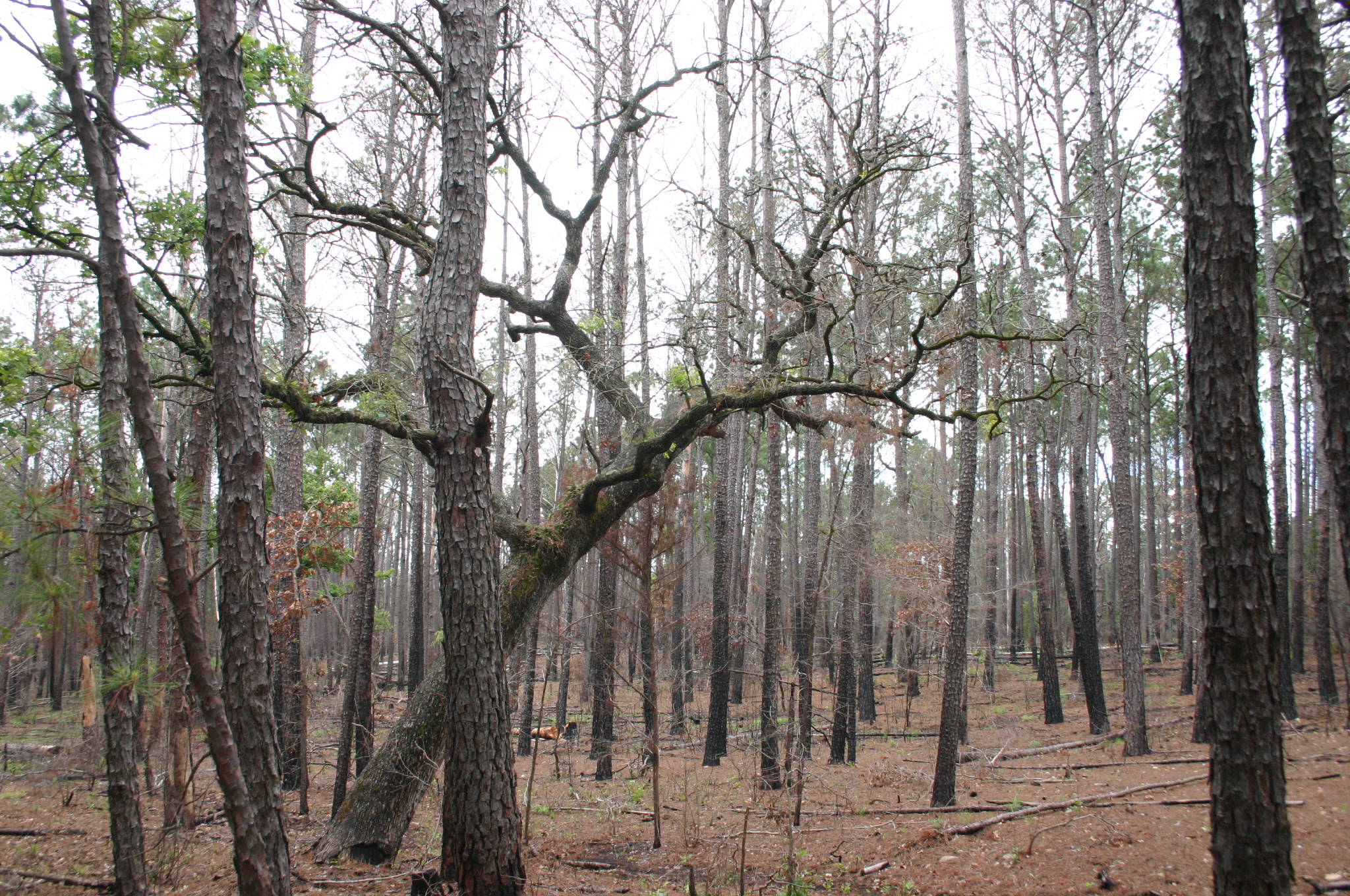
Árboles en el condado de Bastrop en Texas, Contrasting

Otros nombres comunes: pino amarillo;  pino Carolina; pino grande, por su talla, especialmente ejemplares aislados; pino de Rosemary, por su distintiva fragancia en comparación con otros pinos del sur; pino de Cuba.

### Enfermedades
Amenazado por escarabajo del pino del sur y escarabajo grabador del pino. Puede producirse oxidación fusiforme y pudrición. Este árbol es susceptible a los daños del viento.Taeda es susceptible a la roya fusiforme y a la pudrición del corazón.

### Distribución
Es el pino más común en el sur de los Estados Unidos y su área de distribución se extiende desde Texas y Florida hasta zonas tan al norte como Nueva Jersey y es común en la costa este de Maryland y en la costa occidental desde Anne Arundel Condado sur. Este pino se ha apoderado rápidamente de los bosques de pinos del sur y su número continúa creciendo a un ritmo rápido. Esto se debe en parte a la capacidad de taeda para crecer en varios tipos de suelo, incluidos suelos arenosos, áreas de alta humedad y áreas que sufren sequía.Se han plantado ejemplares en otras partes del mundo como México.

[[File:Pinotaeda in Mexico.jpg|thumb|Example of this pine in Guadalajara, Mexico.]]

## Dasonomía
Con el perfeccionamiento del control de fuego forestal, esta especie ha comenzado a dominar áreas del sur estadounidense, debido a su rápido crecimiento. La madera amarilla, resinosa es altamente comercializada, en especial para pulpa de fibras.
Extensas plantaciones hay en el sur, pero actualmente se reforesta el norte: Nueva Jersey,  Tennessee, Oklahoma y Texas central. Bastrop Texas, a lo largo del río Colorado. Hay poblaciones aisladas en áreas de suelos arenosos ácidos.
El "árbol de Eisenhower" es de esta especie.
Esta especie está ampliamente difundida en las reforestaciones de Argentina, en las provincias de Misiones, Corrientes y en menor medida, Córdoba. En Misiones prepondera, en cuanto a áreas anuales reforestadas, desde 1975, participa del 50% de las 270.000 ha de pinares 

## Taxonomía
Pinus taeda fue descrita por Carlos Linneo  y publicado en Species Plantarum 2: 1000. 1753.
Etimología
Pinus: nombre genérico dado en latín al pino.
taeda: epíteto latino que significa "con resina".
Sinonimia
- Pinus lutea Walter
- Pinus mughoides E.H.L.Krause
- Pinus taeda var. mughoides E.H.L.Krause[13][14]